# Campeonato Sul-Americano de Atletismo de 1961
O Campeonato Sul-Americano de Atletismo de 1961 foi organizado pela CONSUDATLE entre os dias 20 a 28 de maio na cidade de Lima, no Pru. 

## Medalhistas

### Masculino
| Evento                      | Ouro                           | Ouro    | Prata                             | Prata   | Bronze                            | Bronze  |
| --------------------------- | ------------------------------ | ------- | --------------------------------- | ------- | --------------------------------- | ------- |
| 100 metros                  | Arquímedes Herrera · Venezuela | 10.6    | Horacio Esteves · Venezuela       | 10.6    | José Telles da Conceição · Brasil | 10.7    |
| 200 metros                  | Horacio Esteves · Venezuela    | 21.3    | Arquímedes Herrera · Venezuela    | 21.6    | Luis Vienna · Argentina           | 21.8    |
| 400 metros                  | Anubes da Silva · Brasil       | 48.8    | Juan Carlos Dyrzka · Argentina    | 49.3    | Eulogio Gomes · Peru              | 50.0    |
| 800 metros                  | Ramón Sandoval · Chile         | 1:51.2  | José Neira · Colômbia             | 1:52.6  | Eduardo Balducci · Argentina      | 1:53.3  |
| 1 500 metros                | Ramón Sandoval · Chile         | 3:51.2  | Osvaldo Suárez · Argentina        | 3:53.5  | Eduardo Balducci · Argentina      | 3:54.6  |
| 5 000 metros                | Osvaldo Suárez · Argentina     | 14:54.7 | Luis Sandoval · Argentina         | 14:55.5 | Alberto Ríos · Argentina          | 15:02.6 |
| 10 000 metros               | Osvaldo Suárez · Argentina     | 30:18.1 | Luis Sandoval · Argentina         | 31:13.9 | Luis Campusano · Chile            | 31:27.3 |
| Maratona                    | Juan Silva · Chile             | 2:39:36 | Ricardo Vidal · Chile             | 2:41:16 | Armando Pino · Argentina          | 2:42:21 |
| 110 metros barreiras        | Carlos Mossa · Brasil          | 14.5 =  | José Telles da Conceição · Brasil | 14.7    | Teófilo Davis Bell · Venezuela    | 15.0    |
| 400 metros barreiras        | Juan Carlos Dyrzka · Argentina | 52.3    | Anubes da Silva · Brasil          | 52.8    | Ulisses dos Santos · Brasil       | 54.0    |
| 3.000 metros com obstáculos | Sebastião Mendes · Brasil      | 9:14.8  | Domingo Amaisón · Argentina       | 9:20.6  | Alberto Ríos · Argentina          | 9:23.4  |
| 4×100 metros estafetas      | Venezuela                      | 41.0    | Brasil                            | 41.5    | Argentina                         | 42.2    |
| 4×400 metros estafetas      | Venezuela                      | 3:16.0  | Argentina                         | 3:16.9  | Brasil                            | 3:18.1  |
| Salto em altura             | Eugenio Velasco · Chile        | 1.95    | Eleuterio Fassi · Argentina       | 1.95    | Horacio Martínez · Argentina      | 1.95    |
| Salto à vara                | Marcelo de Souza · Brasil      | 3.90    | Tomatsu Nishida · Brasil          | 3.90    | Brígido Iriarte · Venezuela       | 3.80    |
| Salto em comprimento        | Juan Muñoz · Venezuela         | 7.13    | Newton de Castro · Brasil         | 7.06    | Fermín Donazar · Uruguai          | 6.92    |
| Salto triplo                | Asnoldo Devonish · Venezuela   | 14.68   | Sylvio Moreira · Brasil           | 14.52   | Reinaldo de Oliveira · Brasil     | 14.42   |
| Arremesso de peso           | Enrique Helf · Argentina       | 15.86   | Luis Di Cursi · Argentina         | 15.69   | Héctor Thomas · Venezuela         | 14.58   |
| Lançamento de disco         | Günther Kruse · Argentina      | 48.57   | Enrique Helf · Argentina          | 46.98   | Héctor Menacho · Peru             | 46.97   |
| Lançamento do martelo       | Daniel Cereali · Venezuela     | 52.55   | Roberto Chapchap · Brasil         | 50.81   | Carlos Marzo · Argentina          | 50.50   |
| Lançamento do dardo         | Ricardo Héber · Argentina      | 64.25   | Orlando Garrido · Brasil          | 63.56   | Luis Zárate · Peru                | 61.40   |
| Decatlo                     | Bernabé Souza · Brasil         | 5662    | Tito Bracho · Venezuela           | 5587    | Cleomenes da Cunha · Brasil       | 5502    |

### Feminino
| Evento                  | Ouro                         | Ouro   | Prata                       | Prata | Bronze                       | Bronze |
| ----------------------- | ---------------------------- | ------ | --------------------------- | ----- | ---------------------------- | ------ |
| 100 metros              | Edith Berg · Argentina       | 12.4   | Nancy Correa · Chile        | 12.4  | Marisol Massot · Chile       | 12.5   |
| 200 metros              | Edith Berg · Argentina       | 25.7   | Ada Brener · Argentina      | 25.8  | Marta Buongiorno · Argentina | 26.0   |
| 80 metros com barreiras | Wanda dos Santos · Brasil    | 11.5   | Maria José de Lima · Brasil | 11.9  | Maria Teixeira · Brasil      | 12.0   |
| 4×100 metros estafetas  | Brasil                       | 48.9   | Argentina                   | 48.9  | Chile                        | 49.2   |
| Salto em altura         | Aída dos Santos · Brasil     | 1.60 = | Nelly Gómez · Chile         | 1.55  | Maria José de Lima · Brasil  | 1.50   |
| Salto em comprimento    | Wanda dos Santos · Brasil    | 5.38   | Ada Brener · Argentina      | 5.32  | Alicia Kaufmanas · Argentina | 5.21   |
| Arremesso de peso       | Ingeborg Pfüller · Argentina | 12.41  | Vera Trezoitko · Brasil     | 12.16 | Pradelia Delgado · Chile     | 11.81  |
| Lançamento de disco     | Ingeborg Pfüller · Argentina | 41.92  | Pradelia Delgado · Chile    | 39.78 | Sumiko Yamakawa · Brasil     | 38.89  |
| Lançamento do dardo     | Marlene Ahrens · Chile       | 42.85  | Mercedes García · Venezuela | 37.45 | Vera Trezoitko · Brasil      | 37.29  |

## Quadro de medalhas
| Ordem | País      | Medalha de ouro | Medalha de prata | Medalha de bronze | Total |
| ----- | --------- | --------------- | ---------------- | ----------------- | ----- |
| 1     | Argentina | 10              | 12               | 11                | 33    |
| 2     | Brasil    | 9               | 10               | 9                 | 28    |
| 3     | Venezuela | 7               | 4                | 3                 | 14    |
| 4     | Chile     | 5               | 4                | 4                 | 13    |
| 5     | Colômbia  | 0               | 1                | 0                 | 1     |
| 6     | Peru      | 0               | 0                | 3                 | 3     |
| 7     | Uruguai   | 0               | 0                | 1                 | 1     |

Legenda
| Recorde mundial       | Recorde mundial (World record)               |                       | Recorde africano                      | Recorde africano (African) |                                           | Q | Classificado por posição (Qualified) |
| Recorde do campeonato | Recorde do campeonato (Championship record)  | Recorde da América    | Recorde da América (Americas)         | q                          | Classificado por melhor tempo (Qualified) |   |                                      |
| Melhor marca do ano   | Melhor marca do ano (World leading)          | Recorde asiático      | Recorde asiático (Asian)              | DNS                        | Não largou (Did not start)                |   |                                      |
| Recorde nacional      | Recorde nacional (National record)           | Recorde europeu       | Recorde europeu (European)            | DNF                        | Não terminou (Did not finish)             |   |                                      |
| Recorde pessoal       | Recorde pessoal do atleta (Personal best)    | Recorde da Oceania    | Recorde da Oceania (Oceania)          | DSQ / DQ                   | Desclassificado (Disqualified)            |   |                                      |
| Recorde da temporada  | Recorde da temporada do atleta (Season best) | Recorde sul-americano | Recorde sul-americano (South America) | NM                         | Sem marca (No mark)                       |   |                                      |